# Camille – Verliebt nochmal!
Camille – Verliebt nochmal! ist ein französischer Spielfilm von Noémie Lvovsky aus dem Jahr 2012.

## Handlung
Silvester 2008: Camille ist 40, arbeitet in Kleinstrollen beim Film und wurde gerade von ihrem Mann Éric für eine Jüngere verlassen. In Kürze wird ihre gemeinsame Wohnung verkauft werden, wogegen sich Camille sträubt. Ständig trinkt sie zu viel Alkohol. Beim Packen findet sie eine Armbanduhr, die sie einst zu ihrem 16. Geburtstag von ihren Eltern erhalten hat. Ihre Mutter starb kurz darauf und sie bedauert, dass ihre eigene Tochter nie ihre Stimme gehört hat. Camille geht zu einer Silvesterfeier, macht kurz zuvor jedoch noch einen Abstecher zu einem Uhrmacher. Sie lässt sich eine Batterie in ihre alte Uhr einsetzen und sich einen Ring vom Finger schneiden, den sie einst von Éric erhalten hat. Anschließend geht sie zur Silvesterfeier, die ihre Freundin Josepha ausrichtet. Zusammen mit Louise und Alice bilden beide seit der Schulzeit ein unzertrennliches Quartett, haben sich jedoch seit einigen Jahren nicht mehr gesehen. Louise ist inzwischen erblindet. Als die Uhr Mitternacht schlägt, wird Camille ohnmächtig.
Sie erwacht in einem Krankenhaus. Obwohl sie genauso aussieht wie zuvor, wird sie von ihrer Umwelt als 15-Jährige wahrgenommen. Bald stellt sie fest, dass es der 1. Januar 1985 ist und sie offensichtlich zu Silvester extrem betrunken war. Sie wird von ihren Eltern abgeholt, die über das Verhalten der Tochter entsetzt sind. Camille ist verblüfft, dass die Mutter noch lebt. Zu Hause bezieht sie ihr Kinderzimmer und geht wenig später nach Ende der Weihnachtsferien in die Schule, wo sie Josepha, Louise und Alice wiedersieht. Auch Éric ist Schüler der Schule. Weil sie weiß, dass er sie einst betrügen wird, behandelt sie ihn abweisend, was sie jedoch für ihn erst interessant macht. In der Theaterstunde wird Die Verliebten von Carlo Goldoni eingeübt. Éric spielt die männliche Hauptrolle, während die stille Alice die weibliche Hauptrolle spielen soll. Sie versagt und Éric schlägt Camille als seine Partnerin vor. Sie hat das Stück bereits in der Gegenwart gespielt und kann den Text. Obwohl sie sich zunächst weigert, wird sie besetzt und überzeugt den Theaterleiter. Später lädt Éric die Freundinnen auf seine Party ein und Camille geht widerstrebend mit. Sie hat Spaß und tanzt ausgelassen und bald auch mit Éric zusammen, der sie schließlich heimbringen will. Sie ist frustriert und erzählt ihren Freundinnen, dass er sagen wird, dass er sie an der ersten Laterne küsst, es dann aber erst bei der dritten Laterne machen wird. Tatsächlich läuft es so ab und die Freundinnen sind überrascht. An ihrer Haustür angekommen, trennt sich Camille von Éric und kündigt an, ihn nie wieder sehen zu wollen, hat er doch ihr Leben zerstört und wird es wieder tun. Er denkt, sie sei verrückt, und geht.
Camille weiß, was passieren wird. Sie reagiert nicht überrascht, als Louise ihr und den anderen mitteilt, dass ein Arzt festgestellt hat, dass sie erblinden wird. Gerne würde sie jedoch den Tod ihrer Mutter verhindern, deren Stimme sie auf Kassette aufnimmt. Als sie wiederholt über Kopfschmerzen klagt, ruft Camille einen Arzt an und bittet ihn, bei der Mutter einen CAT-Scan durchzuführen. Sie wird nicht ernst genommen und auch die Mutter findet ihre Angst übertrieben. Camille wendet sich hilfesuchend an ihren Physiklehrer Alphonse Da Costa, der etwas älter als sie in der Gegenwart ist. Sie berichtet ihm, dass sie in die Vergangenheit gereist ist, doch glaubt er ihr nicht. Sie meint, dass ihre Mutter in 39 Tagen infolge einer Hirnblutung sterben werde, und bittet ihn, für sie einen CAT-Scan zu organisieren. Bei der Untersuchung werden jedoch keine Unregelmäßigkeiten festgestellt.
Es ist Camilles 16. Geburtstag und sie bricht mit Alice mal wieder in ein Freibad ein, in dem die Freundinnen regelmäßig abends schwimmen gehen. Sie weiß nicht, dass Louise auch Éric hergeholt hat, der sich in Camille verliebt hat und aufgrund ihrer Kühlheit verzweifelt. Éric schenkt ihr ein Foto, das er heimlich von Camille aufgenommen hat und das sie noch nie gesehen hat. Camille und Éric flüchten sich kurz darauf vor einem Wachmann in eine der Kabinen und kommen sich hier näher. Sie schlafen miteinander. Zu Hause erhält Camille von ihren Eltern die Armbanduhr. Bei einem erneuten Besuch bei Alphonse erinnert sie ihn daran, dass ihre Mutter in 13 Tagen sterben werde. Sie will mit ihm schlafen, weil sie weiß, dass sie schwanger werden muss, um ihre Tochter zu kriegen. Ein Schwangerschaftstest zeigt ihr kurz darauf, dass sie bereits schwanger ist. Der Vater ist wie auch in der Gegenwart Éric. Sie erzählt ihrer Mutter am Vortag ihres Todes, dass sie ein Kind erwartet. Ihre Mutter ist enttäuscht und konsterniert. Am nächsten Tag bleibt Camille zu Hause und hält sich stets in der Nähe ihrer Mutter auf. Sie will ihr bei der Hausarbeit helfen, doch schickt die Mutter sie zum Lernen. Als Camille geht, bricht ihre Mutter tot zusammen. Camille hört sich die Kassetten an, auf denen sie die Stimmen ihrer Mutter und ihres Vaters aufgenommen hat. Sie verpackt die Bänder und bringt sie Alphonse. Er soll sie aufbewahren, bis sie sie in vielen Jahren bei ihm abholt. Obwohl er es nicht versteht, glaubt er ihr die Zeitreise aufgrund des Todes der Mutter. Er ist der einzige Mensch, zu dem Camille wirklich Vertrauen hat. Von Éric, der ihr einen Ring schenkt und ihr innig seine Liebe gesteht, will sie nichts mehr wissen, sagt ihm aber, dass sie ein Kind von ihm erwartet. Da Éric vermutet, dass sie ein Verhältnis zu Alphonse hat, trennt auch er sich von ihr. Weil beide nicht mehr miteinander reden, gerät der Theaterleiter an den Rand eines Nervenzusammenbruchs. Er sperrt beide in die Theatergarderobe, doch führt das nicht zu einer Versöhnung. Beide gehen kurz darauf dennoch zur Probe auf die Bühne und Éric sieht, dass Camille seinen Ring am Finger trägt. Vergeblich hat sie versucht, ihn vom Finger zu kriegen, und auch der Uhrmacher, zu dem sie gegangen ist, wollte den Ring nicht entfernen. Mitten in den Proben verändert Éric den Text und spricht über den Ring an ihrem Finger. Camille, die sich schlecht fühlt, gesteht, dass sie Éric liebt. Kurz darauf bricht sie zusammen.
Sie erwacht am Neujahrstag 2009 auf dem Sofa von Josepha. Sie glaubt zunächst, sie habe einen merkwürdigen Traum gehabt, begibt sich jedoch zu Alphonse, der immer noch in seiner damaligen Wohnung lebt. Er ist alt geworden, erkennt Camille jedoch sofort wieder. Er gibt zu, ständig an sie gedacht zu haben, und überreicht ihr den Umschlag, den sie ihm damals anvertraut hat. Erst jetzt weiß sie, dass ihr Erleben real war. Sie trifft sich mit Éric. Er hat beim Aufräumen das Foto gefunden, das er ihr einst geschenkt hat. Er hat es noch nie zuvor gesehen, doch erzählt ihm Camille, wann sie es erhalten hat. Sie gesteht ihm, ihn zu lieben und immer lieben zu werden. Beide gehen versöhnt auseinander.

## Produktion
Camille – Verliebt nochmal! wurde unter anderem in Pontoise und Paris gedreht. Als Schule von Camille diente das Lycée Alfred Kastler in Pontoise. Der Film erlebte am 25. Mai 2012 im Rahmen der Quinzaine des réalisateurs der Internationalen Filmfestspiele von Cannes seine Premiere und kam am 12. September 2012 in die französischen Kinos. Am 5. November 2012 lief er im Rahmen der Viennale in Österreich als untertitelte Originalfassung. Am 15. August 2013 kam er in die deutschen Kinos.

## Kritik
Kritiker verglichen Camille – Verliebt nochmal! mit dem Film Peggy Sue hat geheiratet, in dem ebenfalls eine Frau äußerlich unverändert in der Vergangenheit landet. Der Film habe jedoch einen „spezifisch französischem Charme: unbefangen, gutgelaunt, nachdenklich.“ Für den film-dienst war es eine „charmante und unterhaltsame Mischung aus Märchen und Komödie“.

## Auszeichnungen
Auf den Internationalen Filmfestspielen von Cannes 2012 wurde Camille – Verliebt nochmal! mit dem SACD-Preis ausgezeichnet. Zudem gewann er den Variety Piazza Grande Award des Internationalen Filmfestivals von Locarno und beim Tromsø Internasjonale Filmfestival 2013 den FIPRESCI-Preis.
Im Jahr 2013 wurde der Film für 13 Césars nominiert: In den Kategorien Bester Film, Beste Regie (Noémie Lvovsky), Beste Hauptdarstellerin (Noémie Lvovsky), Beste Nebendarstellerin (Judith Chemla; Yolande Moreau), Bester Nebendarsteller (Samir Guesmi; Michel Vuillermoz), Beste Nachwuchsdarstellerin (Julia Faure; India Hair), Bester Schnitt (Annette Dutertre und Michel Klochendler), Bestes Originaldrehbuch (Noémie Lvovsky, Florence Seyvos, Maud Ameline und Pierre-Olivier Mattei), Beste Filmmusik (Gaëtan Roussel und Joseph Dahan) und Beste Kostüme (Madeline Fontaine). Er gewann keinen der Preise und löste damit Place Vendôme, der 1999 zwölf Nominierungen erhalten hatte, als am häufigsten nominierter Film ohne Sieg in der Geschichte der César-Verleihung ab.
Judith Chemla, Julia Faure und India Hair erhielten 2013 einen Prix Lumières in der Kategorie Beste Nachwuchsdarstellerin.